# براشیناب (میزوری)
براشیناب (به انگلیسی: Brushyknob) یک منطقهٔ مسکونی در ایالات متحده آمریکا است که در شهرستان داگلاس، میزوری واقع شده‌است. براشیناب ۲۸۰ متر بالاتر از سطح دریا واقع شده‌است.